# Homoeomma stradlingi
Homoeomma stradlingi is een spinnensoort in de taxonomische indeling van de vogelspinnen (Theraphosidae).
Het dier behoort tot het geslacht Homoeomma. De wetenschappelijke naam van de soort werd voor het eerst geldig gepubliceerd in 1881 door Octavius Pickard-Cambridge.